# Эйфория (фильм, 2017)
«Эйфори́я» (англ. Euphoria) — художественный фильм шведского режиссёра Лизы Лангсет. В главных ролях снялись Ева Грин, Алисия Викандер и Шарлотта Рэмплинг. Международный релиз фильма состоялся 10 июня 2017 года, премьера в Швеции — 6 октября 2017 года. Премьера в России 1 февраля 2018 года.

## Сюжет
Сёстры Инес и Эмилия не виделись много лет. В прошлом у них была размолвка, и теперь они решили помириться. Инес — успешная художница, но в последнее время в творческом кризисе. Эмилия пригласила сестру в путешествие в загадочное место в глуши, куда можно добраться только на вертолёте. По прибытии выясняется, что Эмилия неизлечимо больна, и это место — своего рода хоспис для очень обеспеченных клиентов. Здесь с первоклассным обслуживанием организуют уход из жизни, и у Эмилии остаётся всего шесть дней. Перед смертью Эмилия хочет объясниться с сестрой, но та не принимает её выбора.

## В ролях
- Алисия Викандер — Инес
- Ева Грин — Эмили
- Чарльз Дэнс — Дарен
- Шарлотта Рэмплинг — Марина
- Марк Стэнли
- Эдриан Лестер
- Катья Бреннер — медсестра

## Съёмки
Съёмки фильма начались в конце августа 2016 года в Мюнхене. Они также проходили в баварском регионе Алльгой и в Баварском Лесу.

## Награды и номинации
- 2017 — Кинофестиваль в Торонто — Platform Prize — Лиза Лангсет — номинация[4]

## Факты
- Для исполнительницы главной роли Алисии Викандер это третья совместная и первая англоязычная работа с режиссёром Лангсет[5]. Принимающая участие в съёмках компания Vikarious Productions принадлежит исполнительнице главной роли Алисии Викандер[6][7].
- Выпускающие компании: стокгольмская B-Reel, Vikarious Productions ltd. и Dancing Camel Films[8]. Картина была создана при участии компаний Wild Bunch Germany и Dorian Media ltd. Финансовую поддержку оказывал Немецкий федеральный кинофонд (DFFF)[3].